# 野田毅
野田 毅（のだ たけし、1941年〈昭和16年〉10月3日 - ）は、日本の政治家。
自治大臣（第52代）、国家公安委員会委員長（第62代）、経済企画庁長官（第45代）、建設大臣（第53代）、通商産業政務次官（鈴木善幸内閣）、経済企画政務次官（第1次大平内閣）、衆議院商工委員長、衆議院議員（16期）、自由民主党税制調査会長、同衆議院議員総会長、同国民運動本部長、同商工部会長、保守党党首（第2代）、同幹事長（初代）、自由党幹事長（初代）、新進党政策審議会長（初代）などを歴任。

## 来歴
東京府東京市（現在の東京都）杉並区生まれ。実父は日本大学教授の小立稔であり、筆跡学の創始者ルートヴィヒ・クラーゲスを初めて日本に紹介した哲学者として知られる。1945年、疎開先の大阪で父親と死別。1960年、大阪府立寝屋川高等学校卒業。東京大学法学部在学中に国家公務員上級甲種試験（法律）に合格。1964年に東大法学部を卒業し、大蔵省へ入省。配属先は主税局総務課。入省同期に田波耕治、涌井洋治、野口悠紀雄、杉崎重光など。大蔵省では理財局地方資金課調査主任、保土ヶ谷税務署長、理財局課長補佐を歴任。1968年に自治大臣である野田武夫の許へ婿入りし野田姓となる。（旧姓・小立）
1972年、野田武夫の急死に伴い大蔵省を退官、後継者として同年末の衆議院総選挙に旧熊本1区から出馬し初当選。自民党では中曽根派に所属、藤波孝生の側近として「新生クラブ」の事務局長を務める。
1989年6月の宇野内閣で建設大臣に任命され、初入閣。
1991年11月に、宮澤内閣で経済企画庁長官として2度目の入閣。
1994年、自民・社会・さきがけ3党が連立政権樹立で合意し、首班指名選挙に日本社会党委員長の村山富市を擁立することを決定。しかし、野田の政界の師匠である中曽根康弘元首相や渡辺美智雄らが村山首班に反発し、野田は海部俊樹元首相らと共に離党。海部を党首に自由改革連合を結党するが、すぐに新進党に合流する。
1996年、小選挙区比例代表並立制導入後初の第41回衆議院議員総選挙では熊本2区から出馬し、自民党公認の林田彪を破る。その後の新進党分党では小沢一郎と行動を共にし自由党を結成。
1999年、小渕第1次改造内閣では、自由党が与党入りしたことにより、自治大臣兼国家公安委員会委員長に就任し、3度目の入閣。
2000年、自由党が分裂した際は小沢と袂を分かち海部、加藤六月、二階俊博らと保守党を新たに結成し、与党残留の道を選んだ。
2001年、扇千景に代わり保守党党首に就任する。その後、保守党は熊谷弘らの合流により保守新党に党名を改めるが、野田は保守新党には参加せず、小池百合子らと政治団体・保守クラブを結成した後、自民党に復党した。自民党では中曽根派から分かれた山崎派に加入。自民党復党後はコスタリカ方式により、野田と林田彪が交互に熊本2区・比例九州ブロックから出馬した。
2009年、第45回衆議院議員総選挙では野田は比例単独で当選した。他方、林田は民主党の福嶋健一郎に敗れ、落選。
2013年、有用微生物利活用推進議員連盟（EM議連）の会長に就任。
2014年の第47回衆議院議員総選挙では熊本2区から出馬し、15選。
2017年の第48回衆議院議員総選挙では熊本2区から出馬し、16選。当選16回は、選挙後の自民党所属議員では最多である（全衆議院議員では立憲民主党の小沢一郎の17期が最多）。
2021年の第49回衆議院議員総選挙では熊本2区から出馬し、比例重複をせずに立候補するも、元自民党幹事長古賀誠らの後押しを受ける無所属新人の西野太亮（元財務省職員）に敗れ落選した。自民党熊本県連は12月7日、野田が次期衆院選に出馬しないと発表し、49年の議員活動に終止符を打つが、県連の特別顧問に就任して政治活動は続けるという。
2022年春の叙勲で旭日大綬章を受章。

## 人物
- 日中協会の会長を務めるなど、親中派の立場を鮮明にしている。
- かつては親台派の多かった青嵐会に所属していたが、現在は離脱している。
- 2012年の第46回衆議院議員総選挙に際して毎日新聞が実施したアンケートでは、日本国憲法改正や内閣法制局による集団的自衛権の行使を禁じる憲法解釈の見直し、将来的な日本の核武装の検討にも賛意を示し、尖閣諸島の帰属をはじめ様々な問題が存在する中華人民共和国に対しても「強い態度で臨むべき」と回答している[16]。
- 2018年8月23日から25日まで北京を訪問し、24日に国家副主席の王岐山と会談した[17][18]。
- 2005年、郵政国会では総務会決議において反対し、衆議院本会議では棄権した。
- 復党から数ヵ月後の2003年自由民主党総裁選挙では、高村正彦元外務大臣を支持する。
- 2007年9月、安倍晋三総裁の辞任に伴って実施された自民党総裁選挙では福田康夫を支持する。
- 2008年自由民主党総裁選挙では、与謝野馨の推薦人代表を務める[19]。
- 2009年、第45回衆議院議員総選挙で自民党は大敗し、投開票日の8月30日に麻生太郎総裁が辞任を表明。しかし、新総裁の選出が首班指名選挙に間に合わないため、総裁選挙管理委員長である野田の名前を書いて投票してはどうか、という提案が加藤紘一などからなされたが、結局は両院議員総会長の若林正俊の名前を書くことで統一された。
- 2011年、熊本二区にあたる南関町の産業廃棄物最終処分場の建設を実現。当時和水町長の坂梨豊昭と協力し、蒲島郁夫知事は「町の決断に、県民を代表して感謝している。建設や運営では、将来にわたって県が最終的な責任を負うとの覚悟で取り組んでいく」とあいさつした[20]。
- 2019年、野田事務所の秘書坂梨剛昭が県議会議員に当選。
- 2014年の第186回国会において、過去に、大臣、副大臣、政務官、補佐官、議長、副議長、委員長の要職にあった衆議院議員で、質問、議員立法、質問主意書のいずれかの提出がなかった24人の議員（野田佳彦、小沢一郎、野田毅、亀井静香、鳩山邦夫、中村喜四郎、浜田靖一、高村正彦、平沼赳夫、丹羽雄哉、額賀福志郎、大島理森、川崎二郎、金子一義、山口俊一、山本有二、大畠章宏、小池百合子、細田博之、塩谷立、渡海紀三朗、林幹雄、伊藤達也、佐藤勉）の一人として紹介されている[21]

## 政策

### 保有税
- 1989年、「保有税には追い出し税的な要素があります。税負担のできないものは都心から出て行けと、割り切れるでしょうか。それでは血も涙もない政治になってしまう。他の手法と組み合わせる必要があるのではないでしょうか」としている。「この問題は、最近の政治不信の１つの要素になっていると思う。一生懸命に働いても住宅に手が届かず、不満が非常に蓄積されてますね。即効薬は現実にはなかなか難しい。強権力を発動すればいろいろ出来るかもしれませんが、私権の保護や国民のコンセンサスを得て進めることを考えると、今ここですぐに打ち出すのは厳しい」とした[22]。
- 翌年、「保有税を強化しても、短期的にはそれほど効果はない。極端な税制で土地が投げ売りされるようでは、革命が起きる。今度の税制で土地が供給されるのかどうか、という短絡的な発想はやめていただきたい。あくまでも、構造的な対策が必要だ。土地神話の打破は、税だけではできない。それを忘れると、無理が生じる。税の強化で企業が持ちこたえられなくなることが、政治論として通用するかどうか。企業を敵視するのはいけない。企業があるからこそ雇用も確保される。ただ、企業も社会的責任を忘れたら困る」と発言[23]。

### 間接税
- 1986年、「今の税体系では、大きくいって、2つの問題がある。1つは所得税や法人税など直接税依存型（60年度予算では直接税72.4％、間接税25.6％）になりすぎていること。2つ目は、経済のソフト化やサービス化に追いつけず、課税範囲が非常に狭くなっていること。モノの生産とか、流れだけに固執しすぎて、全体をとらえていない。1000の経済活動があるとすれば、せいぜい500ぐらいしか捕そくしていない税体系になっているということです。これでは不公平感や重税感が募るのは当然です」と発言[24]。

### 赤字国債対策
- 1988年、「わが国の財政は先進国の中で最悪の状況にある。本来、税金で賄うべきところを借金（赤字国債発行）で逃げてきた。最近の税の自然増収、NTT株売却益は構造的なものではない。税制の抜本的改革をいまのうちにやっておくべきだ」と発言[25]。

### マル優改革
- 「マル優（少額貯蓄非課税制度）にも、手を付けなくてはなりません。よく庶民の貯蓄といわれるが、実際は金持ちの税逃れの制度になっている。党内に強い反対があることは十分承知の上のことです。一律低率分離課税へ向けて議論を進めます」と発言[24]。

### 円高対策
- 「円高対策や内需拡大を図ることを目的とした自民党の円高・内需振興プロジェクトチーム」の座長[26]。
- 1986年、「円高・内需振興プロジェクトチーム」座長として「内需拡大・円高対応等のための総合経済対策」をまとめた。補正予算は総額3兆円を上回る公共投資などの事業規模を確保し、財源には必要なら建設国債を充てる[27]。

### 売上税
- 1987年、中曽根政権下、「総理が自分はどうなってもいいという不退転の決意なのだから、各支部も推進のための要綱を作ってほしい。地方議会での野党の売上税反対決議案などに対して、こちらから相打ちになるものを出せないか。売上税の半分は地方の財源なのだから、予算に計上してほしい」とし、野党の反対する売上税を導入しようとした。自民党の野田毅予算委理事は、1987年4月15日、公明党控室に現れ「午後１時半過ぎにも採決します。野党は出てこないで静かにやらせて下さい」と通告。予算の強行採決に踏み切ったが、これに失敗。翌年、新型間接税の導入を検討することとなった。
- 2016年、「『決めたから従え』という手法ではうまくいくわけがない。これは1985～86年、当時の山中貞則税調会長が進めようとした売上税導入が失敗した時に痛感したことで、それ以来の私の信念でした。昨年、消費税について、欧州型の軽減税率に反対したのも、これではかえって高所得者に有利になってしまうと思ったからです。最終的に軽減分のプリペイドカードを配ればいいと考えましたが受け入れられず、結局、欧州型の軽減税率を導入することになりました。党税調の力は弱まったように見えるかもしれませんが、丁寧に議論を進めるやり方だけは守らなければならない」としている[28]。

### 所得税
- 「所得税は思い切って1兆円とか2兆円の減税をしなくてはならない。このままでは日本人の特性である勤労意欲が次第にうせていく。減税の中心は、住宅ローンの支払いとか、教育費にカネのかかる中堅所得者層。税率を引き下げるとともに、現在14段階ある累進区分の緩和を考えなければならない。法人税の引き下げの必要性も痛感しています。大蔵省と経団連の間で、税率水準をめぐって、高すぎるとかそうでもないとか論争しているが、わが国の法人税が先進諸国の中で最も高いことは間違いない。2兆円規模の減税を検討しなければならないと思っています」と発言[24]。
- 「サラリーマンは所得が100パーセント捕そくされ、まじめに税金を納めると損をするというクロヨンの問題がある。すべてが正しいと思わないが、（国民が）いろんな不公平感を抱いているのは事実だ。不公平感を払拭することにも今度の税制改革で力点を置くべきだ」と発言[25]。

### 法人税
- 国、地方の法人税率を20％台まで引き下げることを自民党の成長戦略として明記。これは「成長志向の法人税改革」と呼ばれる。2015年に5％以上の減税を行うとしており、先進国水準に法人税率を引き下げることで、投資刺激を加速させた。その一方で、野田は、大企業優遇のイメージを払しょくするために、課税ベースを広げる手法を潜り込ませていた。具体的には受取配当の益金不算入制度の導入、欠損金繰越制度の縮小、法人事業税の外形標準課税の拡大である。このうちリスクテイク行動が抑制される欠損金繰越制度の縮小は、自民党の成長戦略と矛盾しており、さらに野田が軽減税率の導入に反対を示していたことから、2015年に野田は自民党税制調査会長を更迭されることになった[29]。

### 消費税
消費税の増税に賛成。
- 1990年02月15日、「もし、消費税に『ノー』の断を下すなら、もういっぺん逆戻りして、老後や福祉は自分で責任をもて、ということになる」とし、身障者用の物品の非課税や年金受給者への所得減税など「弱者配慮」を打ち出す[30]。
- 1996年、「税率を引き上げるのなら、直間比率の見直しを含む抜本的税制改革と、年金、医療、介護などの経費が今後どの程度かかり、そのうちどの部分を税金で賄うのかを示すことが前提だ。住専のしりぬぐいという税金の間違ったつかい方をしていながら、財政が大変だからという発想は認められない。財政再建のためとなると、あっという間に税率は20％になってしまう」とし、あくまで消費税を年金、医療、介護に使うべきだとした[31]。
- 2014年10月26日に自民党税制調査会会長としての会見で、日本の消費税率10％への引き上げについて、景気への悪影響には触れず、「予定通りというのが常識の線だ」と述べ、消費税法の「景気条項」を適用した見送りなどは検討せず、2015年の10月に増税すべきという考えを示した[32]。同月24日に行われた民主党の藤井裕久の出版記念パーティーにおいても、「ぶれている人たちもいるが、断固として予定通りやらなければいけないことは党派を超えて共有している」と語っていた[33]。
- 2017年に「財政・金融・社会保障制度に関する勉強会」の代表発起人として、「財政再建のためには消費増税が不可避」と訴えた[34]。
- 2018年11月19日に日本記者クラブで記者会見をし来年10月の消費税増税の際に導入される軽減税率について「見直すタイミングがいずれ出てくる」と指摘。仕組みの簡素化など将来的な制度改正の必要性に言及し、一方、少子高齢化をにらんだ今後の消費税率の引き上げをめぐっては「20％が上限。20％を超えないようにどうするか、社会保障の設計から考えないといけない」と述べた。政府が消費税増税による需要の反動減対策に合わせて普及を促すキャッシュレス決済をめぐっては「しゃにむに義務化するのは違う」と慎重姿勢を示した[35]。

### たばこ税
たばこ税の増税に反対。
- 2001年、首相の小泉純一郎や税制調査会会長の相澤英之が、たばこ1本あたり2円の増税を目指していたが、当時連立を組んでいた自由党の野田が猛反発したことにより、1本あたり1円の増税で留まった[36]。
- 2011年、民主党が東日本大震災からの復興財源としてたばこ税の増税を検討していることについて、自由民主党たばこ特別委員会の会議上で、「断固として認めない。与野党協議でこの話が出たらこれだけは言う」と訴えた[37]。これらのことからたばこ税の増税は取りやめとなり、代わりに所得税や住民税が増税されることとなった[38][39]。
- 全国たばこ耕作組合中央会や全国たばこ販売協同組合連合会が主催するたばこ増税反対集会に毎年出席している[40]。

### 受動喫煙問題
自民党たばこ議員連盟の会長を務めていることもあり、受動喫煙防止を目的とした健康増進法改正案について、ことあるごとに反対している。
- 自身のホームページにおいて、自民党たばこ議員連盟の基本方針を「禁煙より分煙　目指せ分煙先進国」と掲げている[41]。
- 2017年2月15日の自民党厚生労働部会において、「（屋内全面禁煙とした）たたき台は大幅に修正される前提だ。厚労相が言ったからといって通る自民党じゃない」「受動喫煙をなくすことが主眼であるならば、禁煙よりは分煙だ」「オリンピックに便乗しすぎだ」と主張した[42][43]。
- 2017年3月7日の自民党たばこ議員連盟の臨時総会において、「（屋内全面禁煙は）原理主義的だ。禁止を前提にして進めるやり方はだめだ」として厚労省案を批判。また、会合後は記者団に「今の厚労省案では厚労部会を通るわけがない」と述べた[44]。
- 2017年5月30日の自民党たばこ議員連盟の臨時総会において、「塩崎氏が自民党案に乗ってこないから全てがストップしている」として塩崎恭久厚労相を批判。また、会合後は記者団の前で「大臣は法案を潰したいのかね。禁煙原理主義に付き合ったらろくなことがない」と塩崎への批判を繰り返した[45]。
- 2018年3月5日の自民党たばこ議員連盟の臨時総会において、「自分が嫌いだから、人にも禁止を、押し付けようという発想というのはどうなのか」と主張した[46]。
- 2019年5月29日に全国たばこ販売協同組合連合会と全国たばこ販売政治連盟が主催した全国集会において、全国の市町村を含めた多くの自治体が国の改正健康増進法を上回る受動喫煙防止条例の検討を進めていることについて、「法の理念を十分に理解せず条例化に突き進んでいる」と酷評した[47]。

### 石炭管理対策
- 「通産省が石炭の過剰在庫対策のため検討を始めた「貯炭管理機関」の設置の必要を認め、国の出資を求めてゆくこと」を決めた[48]。

### 医療介護
- 2016年、「いまは、医療・介護や子育て、教育を充実させるために増税を、と訴える政党が必要です。負担増が遅れると、その分、将来の負担が増えます。18歳選挙権の時代なので、負担増は若者のためになることを伝えたい。消費税などの負担を増やしたら、社会保障の充実を目に見える形で示す必要があります。「税は文明社会の対価」だからです」[28]と発言。「減税は規制緩和と共に、経済を活性化するという意見もあります。安倍政権は企業が一番活躍しやすい社会にするといって企業の税負担を下げ、利益は増えました。ところが、設備投資や賃金に回らず、今日の格差社会を招きました」[28]としている。

### その他
- 在住韓国人への地方参政権に賛成[49]
- 外国人参政権推進
- 北朝鮮経済制裁に慎重
- 国立追悼施設推進
- 憲法改正に賛成[50]。
- 原発ゼロ政策に反対[50]。
- 女性宮家の創設に反対[50]。
- 日本の核武装について、「今後の国際情勢によっては検討すべきだ」としている[50]。

## 発言
- 「家庭環境もあって。親父がいないわけだから、経済的には大変だった。小学校のときからアルバイトだった。それで「カネは天下の回り物」とか「人は死して名を残し、虎は死んで皮を残す」という諺が好きだった。どうせ墓場にカネは持っていけないんだし、世の中に役に立つ人間になりたい、という考えは子どものころに養成された」（1989年）[51]。
- 「大蔵だって採用でバランス取ってるよ。家庭も全部みてね。金持ちの子弟しか入れないようなことはないさ」[51]。
- 「霞が関の名の由来を知っとるか、と言うんですよ。役人が霞を食って生きてるからだってね。プライドをエサに生きてんだ。金儲けしたいなら初めから役人にはならない。残業しても手当はつかない。人生の楽しみなんて何もないんだから。…。官僚というのは、チヤホヤされる半面、冷たい眼差し、鋭い眼差し、というのがあるからね。そういったものにくじけず、傲慢にならず、誇り高く、しかも謙虚であれ、ということが大事だ」[51]。
- 「学歴とキャリアだけみて、エリートといわれることはありますよ。でも、何も否定しません。苦労を売り物にするのは好まないから…。役人出身で、二世で、苦労なしで、といわれてることは意識するけれども、ムキになる必要もないんじゃない」[51]

## 不祥事・批判

### 秘書の覚せい剤使用による逮捕
2015年10月1日、野田の元私設秘書が、同年9月下旬に覚せい剤を使用した疑いで逮捕された。秘書は警察の捜査を受けて9月末に依願退職。野田事務所は「退職は逮捕と関係ない」としているが、税制調査会会長であった野田への責任論が浮上し、同年10月14日に野田は会長を更迭される結果となった。また、その後秘書は起訴され、懲役1年6月、執行猶予3年の有罪判決が行われている。

### 違法献金の疑い
2018年の政治資金収支報告書によると、野田が代表を務める自民党支部が、国の補助金を受給した企業から違法の疑いがある献金を受け取っていた。

### 緊急事態宣言下での食事会
2021年1月8日から新型コロナウイルス対策の特別措置法に基づく緊急事態宣言が出されている中、1月21日に所属している「近未来政治研究会」を率いる石原伸晃、同派閥に所属している一億総活躍担当相の坂本哲志らと会員制のレストランで約40分間、派閥の運営を話し合いながら昼食をとっていた。1月12日に経済再生担当相の西村康稔が「昼間も外出自粛をお願いしたい。昼に皆とご飯を食べていいということではない」と語り、自民党内で昼食時に弁当を配るのもやめて、夜だけでなく昼の会食も控えるよう申し合わせしていた状況下での21日の昼食であり、翌22日に石原の新型コロナウイルス感染が判明したことで更なる問題となった。

## 所属団体・議員連盟
- 自民党たばこ議員連盟（会長）[60][61][62]（落選後は特別顧問）[63]
- 自由民主党たばこ特別委員会（顧問）[64]
- 日中友好議員連盟（顧問）
- 日中協会（会長）
- 有用微生物利活用推進議員連盟（EM議連）[65]（会長）
- 北京オリンピックを支援する議員の会（幹事長）
- 靖国神社勉強会（代表世話人）
- 日本会議国会議員懇談会[66]
- 神道政治連盟国会議員懇談会[66]
- 日韓海底トンネル推進議員連盟
- 日朝国交正常化推進議員連盟
- 自民党国際人材議員連盟
- 日朝友好議員連盟
- 小規模企業税制確立議員連盟
- 畜産振興議員連盟
- 果樹農業振興議員連盟
- 全国保育関係議員連盟
- 年金制度を抜本的に考える会
- TPP交渉における国益を守り抜く会
- 時代に適した風営法を求める議員連盟（パチンコ議連）
- 携帯電話問題懇話会
- 公認会計士制度振興国会議員連盟（顧問）
- 税理士制度改革推進議員連盟（顧問）
- 介護福祉議員連盟（会長）
- 日本行政書士政治連盟（顧問）

## 選挙歴
| 当落                          | 選挙                   | 施行日         | 選挙区           | 政党       | 得票数  | 得票率 (%) | 得票順位 /候補者数 | 定数 | 票差 (と次点者) | 惜敗率 (%) | 比例区 順位 | 当選者数 /候補者数 |
| ----------------------------- | ---------------------- | -------------- | ---------------- | ---------- | ------- | ---------- | ------------------ | ---- | --------------- | ---------- | ----------- | ------------------ |
| 当                            | 第33回衆議院議員総選挙 | 1972年12月10日 | 旧熊本1区        | 自由民主党 | 64,942  | 13.40      | 5/8                | 5    | 2,584           | -          | -           | -                  |
| 当                            | 第34回衆議院議員総選挙 | 1976年12月05日 | 旧熊本1区        | 自由民主党 | 88,784  | 16.46      | 3/7                | 5    | 18,256          | -          | -           | -                  |
| 当                            | 第35回衆議院議員総選挙 | 1979年10月07日 | 旧熊本1区        | 自由民主党 | 79,691  | 14.79      | 3/11               | 5    | 12,609          | -          | -           | -                  |
| 当                            | 第36回衆議院議員総選挙 | 1980年06月22日 | 旧熊本1区        | 自由民主党 | 100,145 | 17.83      | 1/8                | 5    | 18,819          | -          | -           | -                  |
| 当                            | 第37回衆議院議員総選挙 | 1983年12月18日 | 旧熊本1区        | 自由民主党 | 87,804  | 15.85      | 2/8                | 5    | 24,999          | -          | -           | -                  |
| 当                            | 第38回衆議院議員総選挙 | 1986年07月06日 | 旧熊本1区        | 自由民主党 | 90,029  | 15.44      | 1/10               | 5    | 25,464          | -          | -           | -                  |
| 当                            | 第39回衆議院議員総選挙 | 1990年02月18日 | 旧熊本1区        | 自由民主党 | 86,931  | 13.50      | 3/8                | 5    | 6,426           | -          | -           | -                  |
| 当                            | 第40回衆議院議員総選挙 | 1993年07月18日 | 旧熊本1区        | 自由民主党 | 93,824  | 14.70      | 2/8                | 5    | 24,520          | -          | -           | -                  |
| 当                            | 第41回衆議院議員総選挙 | 1996年10月20日 | 熊本2区          | 新進党     | 97,242  | 50.16      | 1/4                | 1    | 17,993          | -          | -           | -                  |
| 当                            | 第42回衆議院議員総選挙 | 2000年06月25日 | 熊本2区          | 保守党     | 106,129 | 60.39      | 1/4                | 1    | 55,525          | -          | -           | -                  |
| 当                            | 第43回衆議院議員総選挙 | 2003年11月09日 | 比例九州ブロック | 自由民主党 | -       | -          | -                  | 21   | -               | -          | 1           | 8/35               |
| 当                            | 第44回衆議院議員総選挙 | 2005年09月11日 | 熊本2区          | 自由民主党 | 112,549 | 55.78      | 1/3                | 1    | 32,756          | -          | -           | -                  |
| 当                            | 第45回衆議院議員総選挙 | 2009年08月30日 | 比例九州ブロック | 自由民主党 | -       | -          | -                  | 21   | -               | -          | 1           | 7/35               |
| 当                            | 第46回衆議院議員総選挙 | 2012年12月16日 | 熊本2区          | 自由民主党 | 88,744  | 53.53      | 1/5                | 1    | 55,461          | -          | -           | -                  |
| 当                            | 第47回衆議院議員総選挙 | 2014年12月14日 | 熊本2区          | 自由民主党 | 92,873  | 71.64      | 1/2                | 1    | 56,104          | -          | -           | -                  |
| 当                            | 第48回衆議院議員総選挙 | 2017年10月22日 | 熊本2区          | 自由民主党 | 86,027  | 47.48      | 1/4                | 1    | 23,452          | -          | -           | -                  |
| 落                            | 第49回衆議院議員総選挙 | 2021年10月31日 | 熊本2区          | 自由民主党 | 60,091  | 33.03      | 2/3                | 1    | -               | 54.47      | -           | -                  |
| 当選回数16回 （衆議院議員16） |                        |                |                  |            |         |            |                    |      |                 |            |             |                    |

## 著書
- 消費税が日本を救う　PHP研究所　初版2004年2月6日